# Emil Broberg
Emil Broberg, tidigare Berg, född 1975, är en vänsterpartistisk politiker bosatt i Linköping.
Broberg är gruppledare för Vänsterpartiet i Region Östergötland.
Broberg har haft uppdrag för vänsterpartiet i Linköpings kommun och suttit i Sveriges Kommuner och Landstings förbundsstyrelse samt vänsterpartiets partistyrelse. Han har varit anställd som oppositionsråd för vänsterpartiet i Landstinget i Östergötland.